# 菱唇石斛
菱唇石斛（学名：Dendrobium leptocladum）为兰科石斛属下的一个种。

## 扩展阅读
- 维基共享资源上的相關多媒體資源：菱唇石斛
- 維基物種上的相關：菱唇石斛